# Planalto do Missouri

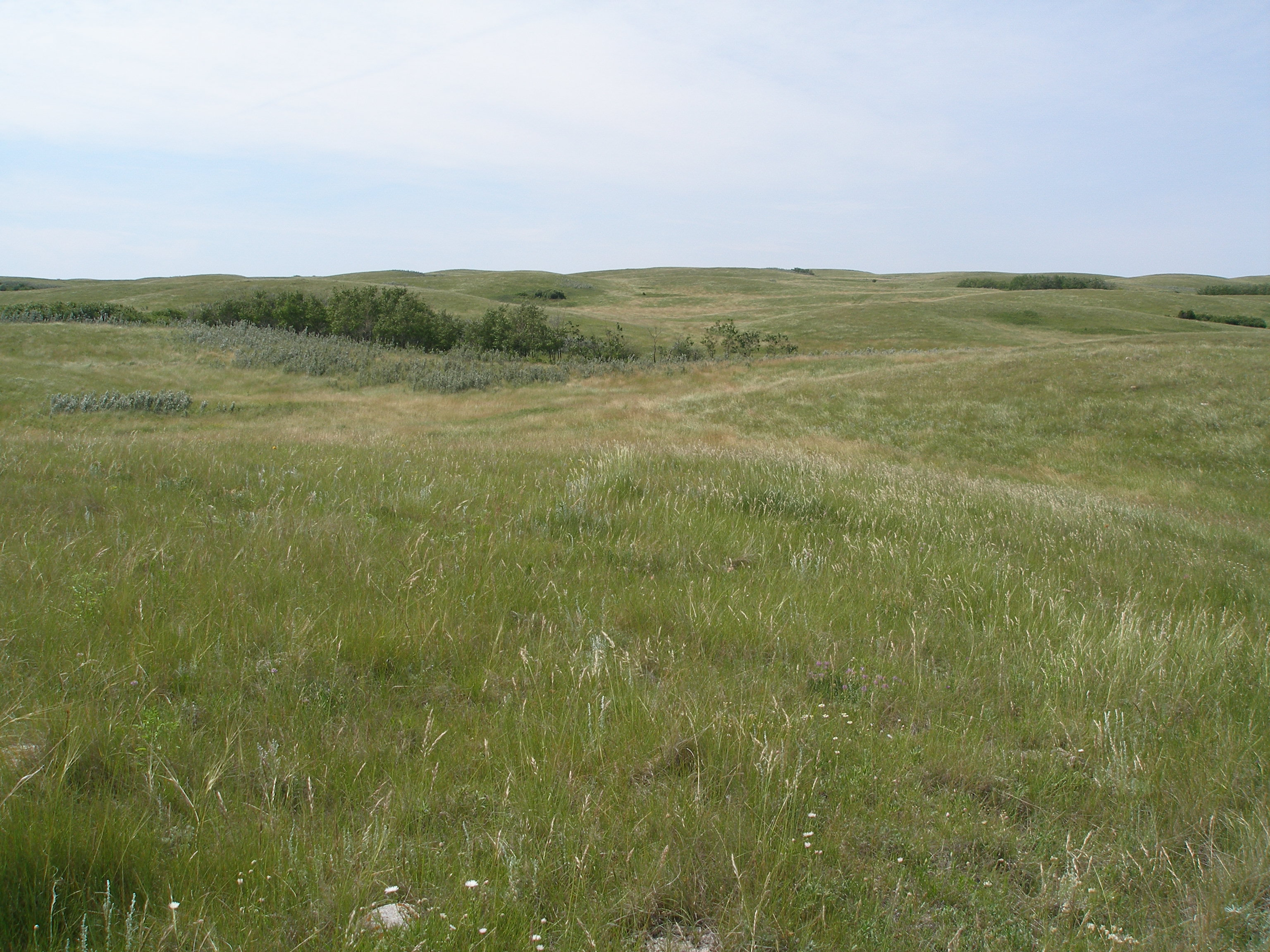
Planalto do Missouri.

O Planato do Missouri, ou Coteau du Missouri é uma grande planalto que se estende ao longo do bordo este do vale do rio Missouri na zona central do estado da Dakota do Norte e centro-norte da Dakota do Sul, nos Estados Unidos.  